# Poconé
Poconé, amtlich portugiesisch Município de Poconé, ist eine Kleinstadt im Bundesstaat Mato Grosso in Brasilien mit zum 1. Juli 2021 geschätzten 33.386 Einwohnern, die Poconeanos genannt werden. Sie liegt am Eingang des Pantanal und ungefähr 100 km von Cuiabá (Hauptstadt von Mato Grosso) entfernt. Der Name der Stadt stammt von den Beripoconeses, Indianern, die in diesem Gebiet lebten. Hier beginnt die Transpantaneira (offizieller Straßenname: MT-060), die Straßenverbindung von Poconé quer durch das nördliche Pantanal nach Porto Jofre.

## Geographie
Die Gemeindefläche beträgt rund 17.025,4 km², woraus sich eine Bevölkerungsdichte von 1,8 Einwohnern pro km² berechnet. Das Klima ist tropisch, Aw nach der Klimaklassifikation nach Köppen und Geiger. Die Durchschnittstemperatur ist 26,0 °C. Die durchschnittliche Niederschlagsmenge liegt bei 1239 mm im Jahr. Im Südsommer fallen in Poconé deutlich mehr Niederschläge als im Südwinter.
Umliegende Gemeinden sind Barão de Melgaço, Cáceres, Nossa Senhora do Livramento und Corumbá in Mato Grosso do Sul.

## Geschichte
Poconé wurde am 21. Januar 1781 gegründet und war bis vor einigen Jahrzehnten die größte Stadt in Brasilien in Bezug auf Viehversteigerungen. Hier wurden noch in den 1970er Jahren die meisten Kühe versteigert. Im Jahr 2004 gab es immer noch jeden Sonntag eine Viehversteigerung. Bis Ende der 1980er Jahre war Poconé auch Schwerpunkt vieler Goldgräber, die nicht bis in das Pantanal durchkamen, es aber immer wieder versucht haben. Durch den Goldrausch blühte die Stadt Ende der 1980er Jahre auf. Es entstanden Bars, Kneipen und Prostitution, Schmuggel und der Drogenhandel entwickelten sich. Ab Mitte der 1990er Jahre verschwanden die Goldsucher wieder und das Leben normalisierte sich wieder. Für viele Kleinladen-, Kneipenbesitzer und Restaurantinhaber bedeutete das aber den Ruin. Unweit des Stadtzentrums existiert eine große Goldgrube mit mehreren Hundert Metern Tiefe, wo 2004 noch immer nach Gold gegraben wurde.

## Kommunalverwaltung
Stadtpräfekt (Bürgermeister) ist seit 2017 Atail Marques do Amaral, genannt Tatá Amaral, der bei der Kommunalwahl 2020 für die Amtszeit von 2021 bis 2024 wiedergewählt wurde, diesmal für die Democratas (DEM).
Seit 1953 ist das Munizip in die drei Distrikte Distrito de  Poconé, Distrito de Cangas und Distrito de Fazenda de Cima unterteilt.

## Ökonomie
Die Einwohner von Poconé lieben Feste und Feierlichkeiten. Manche Feste dauern bis zu fünf Tage, wobei traditionelle Folkloretänze zu sehen sind. Die örtliche Küche unterscheidet sich deutlich vom restlichen Brasilien. Es gibt Pacu (Fisch), Rodízio (gegrilltes Fleisch), spezielle Süßwasserfische aus dem Pantanal, Piranhas mit Maniok und Reis und Obstkompotte aus heimischen Früchten. Als Spezialität werden die hier hergestellten Fruchtliköre angesehen, die auch zu erwerben sind. Die Menschen leben hauptsächlich von Land- und Forstwirtschaft.
Die Kluft zwischen Arm und Reich ist deutlich zu spüren. Die überwiegende Bevölkerung lebt von der Hand in den Mund. Viele Einwohner pendeln nach Cuiabá, weil es in Poconé keine Arbeit gibt. Für größere Investitionen fehlt das Geld. Der Tourismus entwickelt sich nur langsam. Die Stadt ist Ausgangspunkt für den Besuch des nördlichen Pantanals und ein Anziehungspunkt für Vogel-, Angel- und Naturfreunde, die im Rio Cuiabá, Rio Piraim und Rio Pixaim ihr Glück versuchen wollen.

## Söhne und Töchter
- José Afonso Ribeiro (1929–2009), römisch-katholischer Geistlicher, Prälat von Borba
- José Vieira de Lima (* 1931), römisch-katholischer Geistlicher, Altbischof von São Luíz de Cáceres